# Citorus citri
Citorus citri är en insektsart som beskrevs av Macgillivray 1986. Citorus citri ingår i släktet Citorus och familjen dvärgstritar. Inga underarter finns listade i Catalogue of Life.